# Vi (editor)

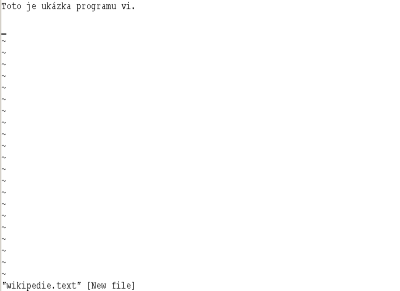
Takto vypadá program vi

vi je obrazovkový textový editor. Tento počítačový program napsal Bill Joy v roce 1976 pro unixový operační systém BSD.

## O programu vi
Název programu vi se v angličtině vyslovuje jako „ví-aj“ (v českém prostředí je ovšem rozšířená i výslovnost „vi“) a označuje nejkratší možnou zkratku příkazu visual v textovém editoru ex. Tento příkaz přepíná řádkový mód editoru do celoobrazovkového módu.
vi přiřazuje klávesám nebo kombinacím kláves různé významy, podle toho, v jakém módu editor zrovna pracuje. V módu vkládání je text vložen do dokumentu. Po stisku klávesy Escape přejde editor do příkazového módu, ve kterém některá písmena ovládají pohyb kurzoru nebo editační funkce. Například: j posouvá kurzor o jednu řádku dolů, k jednu řádku nahoru, x vymaže znak na pozici kurzoru a i znamená návrat do módu vkládání (insert mode). Znaky kláves stisknutých v příkazovém módu se nevkládají do souboru, ale interpretují se jako příkazy. Tento princip činí začátečníkům značné potíže. Pro zkušené uživatele naopak tento princip dovoluje velmi efektivní ovládání programu bez nutnosti používat myš nebo komplikované kombinace kláves.
V příkazovém módu lze provádět celou řadu editovacích operací stiskem základních kláves bez toho, aby uživatel musel tisknout klávesy <Alt>, <Ctrl> nebo jiné speciální klávesy. Komplikovanější editovací operace jsou tvořeny posloupností jednodušších příkazů (např. dw vymaže jedno slovo, c2fa změní text od pozice kurzoru až do místa, na kterém je druhé „a“). Pro zkušené uživatele to znamená výrazné zrychlení práce. Není potřeba vůbec sundávat ruku z klávesnice.
První verze vi neměly vůbec žádnou indikaci aktuálního módu. Jedinou možností bylo stisknout klávesu Escape a přejít do příkazového módu. Pokud už program v příkazovém módu byl, ozvalo se pípnutí. Současné verze vi již aktuální mód označují. Grafické implementace vi (např. gvim) plně podporují práci s myší a přístup k menu.
Editor vi se stal standardem UNIXových editorů. V každé instalaci UNIXu obvykle je k dispozici editor vi, jeho klon nebo nástupce Vim.

## Nástupci
Vzhledem k rozšíření a oblíbenosti editoru vi se objevilo několik jeho moderních klonů. Nejrozšířenější je Vim, další jsou například Elvis nebo nvi.